# Indobufeno
O indobufeno é um fármaco usado como inibidor da agregação plaquetária. Atua como inibidor reversível da COX.